# Бен Вішоу
Бе́нджамін Джон Ві́шоу (англ. Benjamin John Whishaw, нар. 14 жовтня 1980, Кліфтон) — англійський актор театру і кіно. Випускник Королівської академії драматичного мистецтва в Лондоні. Відомий виконанням головної ролі у фільмі «Парфумер: Історія одного вбивці». Зіграв роль К'ю у фільмах про Джеймса Бонда 007: Координати «Скайфолл», «007: Спектр» та «007: Не час помирати». Також відомий виконанням ролей в таких фільмах, як «Хмарний атлас», «Дівчина з Данії».

## Життєпис

### Ранні роки
Бен народився і виріс в англійському графстві Бедфордширі в сім'ї косметолога Лінди Гоуп та Джозефа Вішоу, колишнього футболіста, розробника у сфері інформаційних технологій. Бен учився в середній школі Henlow, а потім в коледжі Samuel Whitbread Community у Кліфтоні.
Навчався в Королівській академії драматичного мистецтва, яку закінчив навесні 2003 року. Вперше став відомим під час співпраці з театральною трупою Big Spirit.

### Кар'єра
У 2004 році отримав вельми схвальні відгуки за роль Гамлета в постановці театру «Олд Вік».
Проривом у кіно-кар'єрі Бена Вішоу вважається фільм «Парфумер: Історія одного вбивці», за однойменним романом Патріка Зюскінда.
У 2007 році Бен з'явився у драмі «Мене там нема», в одному із перевтілень Боба Ділана.

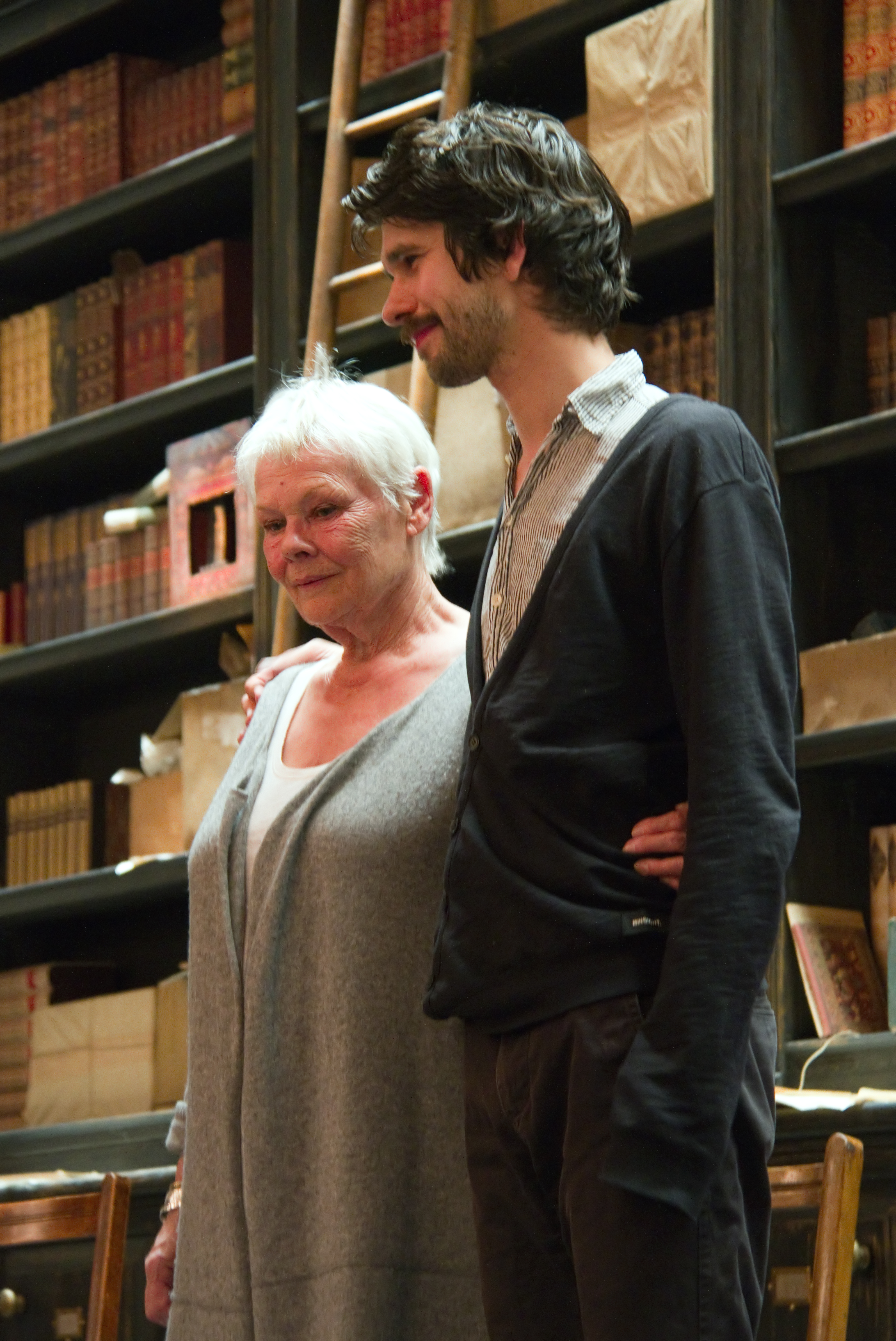
Бен Вішоу та Джуді Денч, травень 2013

У 2008 році знявся у драмі «Повернення до Брайдсгеда» в ролі Себастьяна Флайта. Гра Бена була відзначена критиками і отримала позитивні відгуки.
Наприкінці 2009 року Вішоу з'явився у постановці нової п'єси Майка Бартлетта в Royal Court Theatre. В 2009 році він також знявся в ролі поета Джона Кітса в фільмі «Яскрава зірка».
Бен знявся у фільмі «Хмарний атлас» режисера Тома Тиквера, з яким вже співпрацював у фільмах «Парфумер» та «Інтернаціональ». Зіграв роль К'ю у фільмах про Джеймса Бонда 007: Координати «Скайфолл» (2012) та «007: Спектр» (2015).
Актор періодично з'являється у бродвейських постановках і на телебаченні.

### Особисте життя
У 2012 році Вішоу оформив цивільне партнерство з австралійським композитором Марком Бредшоу, з яким познайомився під час роботи над фільмом «Яскрава зірка» у 2009 році. У вільний від роботи час актор любить подорожувати, захоплюється музикою, образотворчим мистецтвом, танцями. У серпні 2013 року Вішоу здійснив камінг-аут.

## Цікаві факти
- Якщо до «Парфумера» про Бена Вішоу у великому кіно мало хто чув, то зіркою театру актор став вже у 23 роки, зігравши головну роль в «Гамлеті» та Костю Треплєва в «Чайці». Володар багатьох театральних нагород, прима театру «Олд Вік».
- У нього є брат-близнюк Джеймс.
- В різні часи у Бена жило від 6 до 14 котів.

## Фільмографія
| Рік       |     | Українська назва                | Оригінальна назва                         | Роль                         |
| --------- | --- | ------------------------------- | ----------------------------------------- | ---------------------------- |
| 1999      | ф   | Ескорт                          | The Escort                                | Джей                         |
| 2000      | ф   | Мій брат Том                    | My Brother Tom                            | Том                          |
| 2000      | с   |                                 | Other People's Children                   | Саллі                        |
| 2001      | ф   | Дитя                            | Baby                                      | Маленький Джо                |
| 2004      | ф   | 77 ліжок                        | 77 Beds                                   | Ізмаїл                       |
| 2004      | ф   | Випробовування коханням         | Enduring Love                             | Спад                         |
| 2004      | ф   | Венеціанський купець            | The Merchant of Venice                    | слуга Порції                 |
| 2004      | ф   | Листковий торт                  | Layer Cake                                | Сідні                        |
| 2005      | ф   | В дурмані                       | Stoned                                    | Кіт Річардс                  |
| 2006      | ф   | Парфумер: Історія одного вбивці | Perfume: The Story of a Murderer          | Жан-Батист Гренуй            |
| 2007      | ф   | Мене там немає                  | I'm Not There                             | Артур                        |
| 2008      | ф   | Повернення в Брайдсхед          | Brideshead Revisited                      | Себастьян Флайт              |
| 2009      | ф   | Інтернаціональ                  | The International                         | Рене Анталл                  |
| 2009      | ф   | Яскрава зірка                   | Bright Star                               | Джон Кітс                    |
| 2010      | ф   | Буря                            | The Tempest                               | Аріель                       |
| 2011—2012 | с   | Час                             | The Hour                                  | Фредерік Лайон               |
| 2012      | тф  | Порожня корона                  | The Hollow Crown: Richard II              | Король Річард II             |
| 2012      | ф   | 007: Координати «Скайфолл»      | Skyfall                                   | Q                            |
| 2012      | ф   | Хмарний атлас                   | Cloud Atlas                               | Роберт Фробішер              |
| 2013      | ф   | Дні та ночі                     | Days and Nights                           | Ерік                         |
| 2013      | ф   | Теорема Зеро                    | The Zero Theorem                          | доктор                       |
| 2014      | ф   | Пригоди Паддінгтона             | Paddington                                | Паддінгтон Браун (озвучення) |
| 2015      | ф   | Лобстер                         | The Lobster                               | кульгавий чоловік            |
| 2015      | док | Єдність                         | Unity                                     | оповідач                     |
| 2015      | ф   | Суфражистка                     | Suffragette                               | Сонні Воттс                  |
| 2015      | ф   | Дівчина з Данії                 | The Danish Girl                           | Генрік                       |
| 2015      | ф   | 007: Спектр                     | Spectre                                   | Q                            |
| 2015      | с   | Лондонський шпигун              | London Spy                                | Денні                        |
| 2015      | ф   | У серці моря                    | In the Heart of the Sea                   | Герман Мелвілл               |
| 2016      | ф   | Голограма для короля            | A Hologram for the King                   | Дейв                         |
| 2017      | ф   | Пригоди Паддінгтона 2           | Paddington 2                              | Паддінгтон Браун (озвучення) |
| 2018      | тф  |                                 | National Theatre Live: Julius Caesar      | Марк Юній Брут               |
| 2018      | ф   | Мері Поппінс повертається       | Mary Poppins Returns                      | Майкл Бенкс                  |
| 2019      | ф   | Малюк Джо                       | Little Joe                                | Кріс                         |
| 2019      | ф   | Історія Девіда Коперфілда       | The Personal History of David Copperfield | Урія Гіп                     |
| 2020      | ф   | Афект                           | Surge                                     | Джозеф                       |
| 2020      | с   | Фарґо                           | Fargo                                     | Раббі Мілліґан               |
| 2021      | ф   | 007: Не час помирати            | No Time to Die                            | Q                            |
| 2022      | ф   | Говорять жінки                  | Women Talking                             | Август Епп                   |
| 2022      | с   |                                 | This Is Going to Hurt                     | Адам Кей                     |
| 2023      | ф   |                                 | Passages                                  | Мартін                       |
| 2024      | ф   | Паддінгтон в Перу               | Paddington in Peru                        | Паддінгтон Браун (озвучення) |
| 2024      | ф   | Лімонов: Балада                 | Limonov, the Ballad of Eddie              | Едуард Лімонов               |
| 2024      | с   | Чорні голуби                    | Black Doves                               | Сем Янг                      |